# Gauliga Mitte 1944/45
De Gauliga Mitte 1944/45 was het twaalfde en laatste voetbalkampioenschap van de Gauliga Mitte. De Tweede Wereldoorlog liep op zijn laatste benen en de Gauliga werd verder onderverdeeld. Niet alle kampioenschappen werden beëindigd en er werd ook geen eindronde om de landstitel meer gespeeld.

## Deelnemende clubs

### Bezirk Anhalt
- BSG Junkers/FA Dessau
- SV Dessau 05
- SV Dessau 05 Reserve
- SV Dessau 98
- Reichsbahn Dessau
- SV Tannenheger Dessau
- Blau-Weiß Dessau-Törten
- KSG Viktoria/1900 Zerbst

### Jahn-Bezirk
- Borussia Halle
- SG Ordnungspolizei Halle
- Reichsbahn Halle
- Sportfreunde Halle
- VfL Halle 1896
- FC Wacker Halle
- KSG Merseburg

### Bezirk Köthen-Bernburg
- Bernburg 07
- Wacker Bernburg
- SV Großpaschleben
- CHC 02 Köthen
- Luftwaffen SV Köthen
- SpVgg Porst

### Bezirk Magdeburg-Schönebeck
- FuCC Cricket-Viktoria 1897 Magdeburg
- Germania-Jahn Magdeburg
- Komet Magdeburg
- SG Ordnungspolizei Magdeburg
- Preußen Magdeburg
- Reichsbahn Magdeburg
- TuS Magdeburg
- VfR Magdeburg
- Schönebeck 1861
- VfB Schönebeck

### Bezirk Erfurt
- SC Erfurt
- SpVgg Erfurt